# Lenkdreiachser

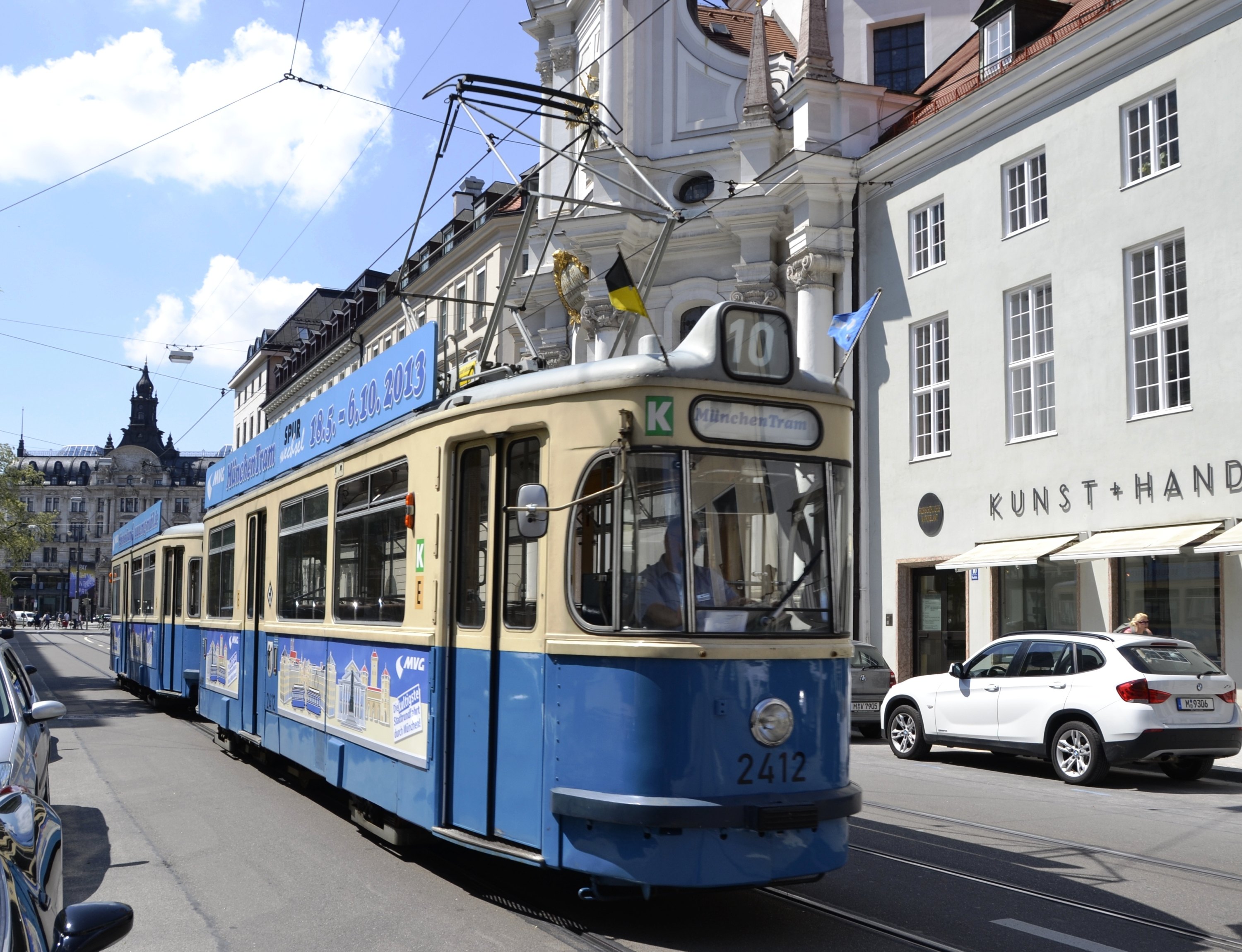
Lenkdreiachser der Münchner Baureihe M

Lenkdreiachser sind Straßenbahnwagen mit zwei Lenkachsen und einer dazwischen liegenden Laufachse, die die beiden Lenkachsen bei einer Bogenfahrt radial einstellt (lenkt).
Sie wurden im Wesentlichen zwischen den 1930er und 1960er Jahren gebaut und waren bis um die Jahrtausendwende im Einsatz. Teilweise wurden sie auch als Großraumwagen klassifiziert, wenngleich dieser Begriff meist vierachsige Wagen bezeichnet.

## Konstruktionsprinzip

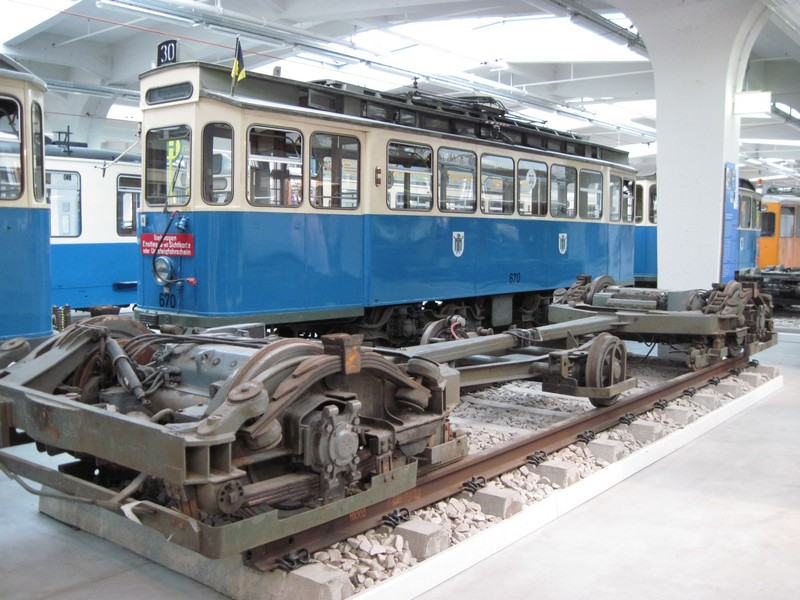
Lenkdreiachs-Fahrgestell eines M-Triebwagens im MVG Museum

Funktionsprinzip des Lenkdreiachs-Fahrgestells
(Westwaggon-Lenkgestell)

Im Unterschied zu den meisten Lenkachsen, die sich in der Kurve selbsttätig radial einstellen, werden die Lenkachsen (Radsätze) der Lenkdreiachser zwangsweise eingestellt.
Die beiden gelenkten Radsätze tragen den Fahrzeugaufbau, während der mittlere Radsatz fast ausschließlich nur zum Lenken der tragenden Radsätze dient.
Der Fahrgestell-Rahmen besteht aus einem vorderen und einem hinteren Teilrahmen, die durch einen Balken miteienader verbunden sind (siehe nebenstehendes Foto). In den Teilrahmen sind die Gestelle der tragenden  Radsätze um eine vertikale Achse drehbar gelagert. Der lenkende Radsatz befindet sich unter dem Balken, gegenüber dem er horizontal frei beweglich ist. Er ist lediglich über je ein Deichsel-Paar mit den zu lenkenden Radsatz-Gestellen gelenkig verbunden (siehe nebenstehende schematische Zeichnung).
Beim Befahren eines Gleisbogens wird der mittlere Radsatz durch den Formschluss mit den Schienen quer zur Verbindungsgeraden  (bzw. zum Balken) zwischen den äußeren Radsätzen verschoben. Die außen befindlichen Radsatz-Gestelle werden dadurch so gedreht, dass ihre Radsätze in etwa eine radiale Lage bekommen. Die von den Radsatz-Gestellen ausgehenden Deichseln sind bis zur Mitte verlängert und miteinander durch ein Dreh-Schiebe-Gelenk verbunden. Ohne diese Maßnahme wäre der Stangen-Gelenk-Mechanismus nicht zwangsläufig. Die spiegelbildliche Verstellung zwischen vorderem und hinteren Teil wäre nicht zwingend.

## Vor- und Nachteile
Lenkdreiachser hatten Vorteile gegenüber anderen zeitgenössischen Konstruktionen:
- Im Verhältnis zu Zweiachsern, aber auch zu Drehgestellfahrzeugen konnten sie enge Bögen verschleißärmer durchfahren, weil durch die exakt radial laufenden Radsätze kein Anlauf der Spurkränze an die Fahrkanten der Schienenköpfe auftritt. In München mit seinen engen Bögen (damals zwölf Meter Radius) war das ausschlaggebend für die Wahl der Lenkdreiachser.
- Wegen des größeren Radstands war gegenüber Zweiachsern ein längerer Wagenkasten möglich, im Prinzip identisch mit einem vierachsigen Großraumwagen. Tatsächlich waren die gebauten Lenkdreiachser jedoch kürzer als Vierachser, um die Achslast nicht zu groß werden zu lassen.
- Gegenüber Maximum-Triebwagen ist die Adhäsion (zum Antrieb ausgenutzter Anteil der Fahrzeugmasse) deutlich besser (rund 85 gegenüber circa 65 Prozent), gegenüber allachsgetriebenen Fahrzeugen nicht wesentlich schlechter.
- Gegenüber Vierachsern mit Allachsantrieb durch Tatzlagermotoren wurden zwei Motoren eingespart, gegenüber Maximum-Triebwagen eine Laufachse und die Drehgestelle.

Sie haben aber auch gravierende Nachteile:
- Die Achslast ist (verglichen mit Vierachsern vergleichbarer Kapazität) hoch (zum Beispiel 130 kN bei Münchner M-Triebwagen gegenüber 100 kN bei P-Triebwagen[3]). Das führt zu erhöhtem Verschleiß und Körperschall-Emissionen.
- Die Radsätze werden zwar im Bogen exakt radial eingestellt, aber beim Bogeneinlauf und in Gegenbögen kommt es zu größeren Schrägstellungen.
- Die Anpassung des relativ starren Laufwerks an die Gleislage ist deutlich schlechter als bei Drehgestellfahrzeugen. Deshalb wurden die gebraucht an die Straßenbahn Bukarest abgegebenen M-Züge dort zu Drehgestellwagen umgebaut.

## Geschichte

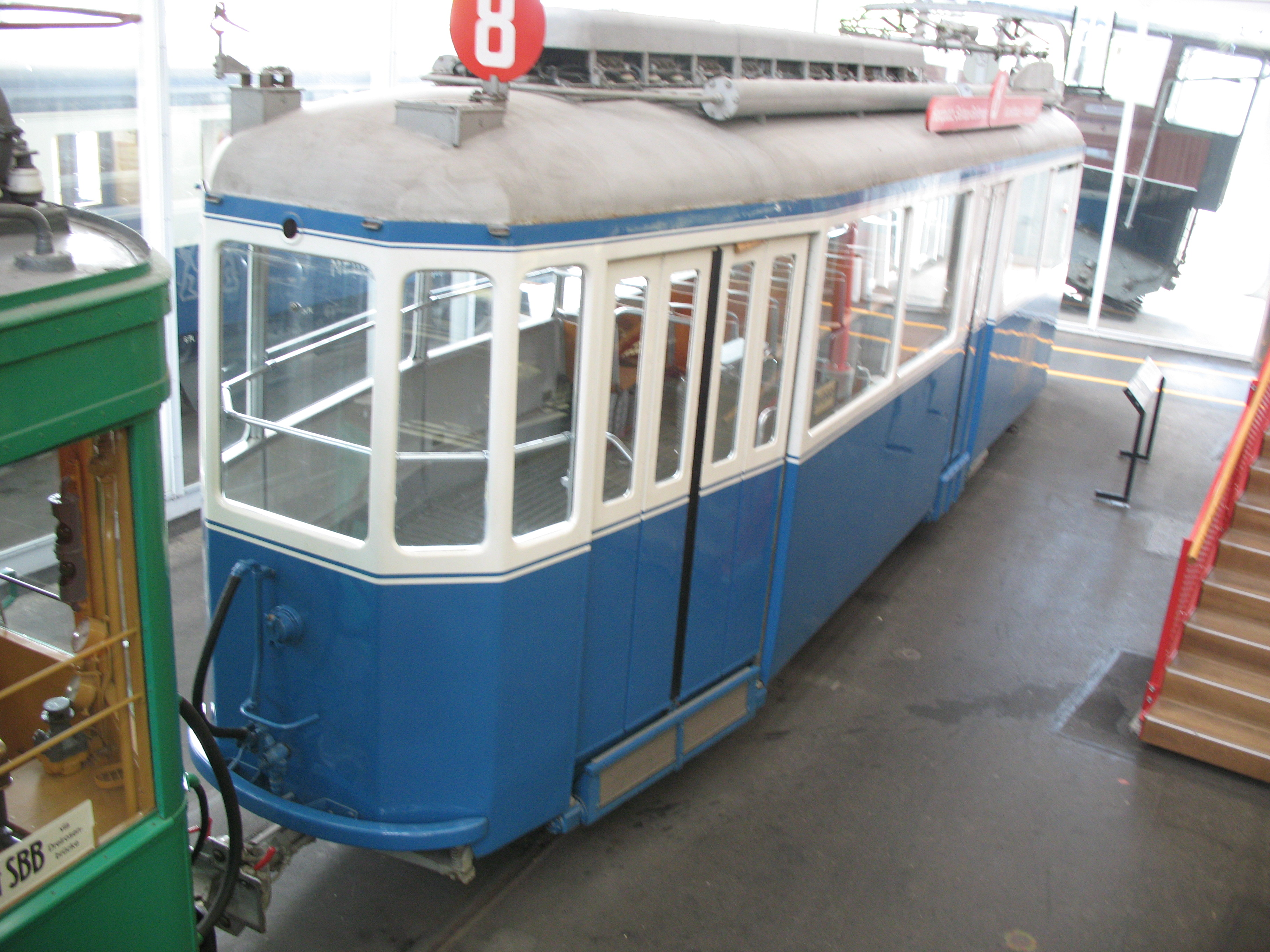
Einer der beiden Zürcher Ce 2/3 blieb im Luzerner Verkehrshaus erhalten

1889 konstruierte das US-Unternehmen „Robinson Radial Truck“ den ersten Lenkdreiachser-Typ, der unter anderem in Boston, St. Louis, Washington D. C. und New Jersey lief. Die Hamburger Straßenbahn kaufte 1896 ein derartiges Fahrgestell und rüstete ihren Wagen 600 damit aus. MAN lieferte 1902 drei Triebwagen mit einem von ihr konstruierten Dreiachs-Lenkgestell für die Bergischen Kleinbahnen in Wuppertal.
In den frühen 1930er Jahren konstruierte die Schweizerische Lokomotiv- und Maschinenfabrik ihr Buchli-Lenkgestell und rüstete damit 1931 fünf neugebaute Trieb- und einen Beiwagen der Winterthurer Straßenbahn aus. In Saarbrücken folgten 1933 und 1936 sieben Fahrzeuge. 1939 erhielt die Zürcher Straßenbahn zwei Buchli-Lenkdreiachser des Typs Ce 2/3, die als Vorläufer des Schweizer Standardwagens gelten.
1929 erhielt die Straßenbahn Wien zwei mit Buchli-Lenkgestell ausgerüstete Versuchswagen der Type P, bei denen die Motoren (anders als bei den meisten anderen Konstruktionen mit Tatzlagermotoren) auf der Mittelachse lagen und mittels Kardanwellen mit dem Treibachsen verbunden waren. Ansonsten entsprachen sie weitgehend der damals aktuellen Zweiachs-Type M1. Eine Serienproduktion unterblieb (unter anderem, weil das Lenkgestell sehr wartungsintensiv war), und 1949 wurden die P zu gewöhnlichen Zweiachsern zurückgebaut.
1932 erprobte die Westfälische Straßenbahn einen Versuchswagen mit Bäseler-Lenkachsen, bei denen außerhalb der Wagenmitte angeordnete Lenker statt der Deichseln die Auslenkung übernahmen.
Aus dem Buchli-Lenkgestell entwickelte Westwaggon das nach dem Unternehmen benannte Westwaggon-Lenkgestell, das jedoch nur in Deutschland beschafft beziehungsweise in Lizenz nachgebaut wurde. Vor dem Zweiten Weltkrieg stellten Gera, Bremen und Köln kleinere Stückzahlen dieser Bauart in Dienst. Im Zuge der Entwicklung des deutschen Einheitsstraßenbahnwagens wurde auch eine dreiachsige Variante entworfen, die Bestellung von zwei Prototypen durch Berlin 1942 konnte jedoch kriegsbedingt nicht mehr ausgeführt werden. In Leipzig wurden 1942 elf Maximum-Triebwagen auf Westwaggon-Lenkgestelle umgebaut.
Nach dem Krieg wurden kleinere Serien von jeweils nur wenigen Exemplaren für Dortmund, Duisburg, Herne–Castrop-Rauxel, Lübeck, Remscheid, Rheydt, Neuss, Mainz, Bonn und Wuppertal gebaut. Auch in der DDR konstruierte LOWA einen dreiachsigen Beiwagen als Typ BEL 50, dessen einziges Exemplar bei der Schmöckwitz–Grünauer Uferbahn in Berlin eingesetzt wurde.
Größere Stückzahlen von Lenkdreiachsern gab es in München, Augsburg, Oberhausen, Amsterdam und Basel (siehe unten). Schon zur Bauzeit dieser Züge waren andere Konstruktionen wie die Duewag-Großraumwagen wesentlich erfolgreicher. So wurden 1968 mit dem Augsburger GT5 die letzten Wagen mit Dreiachs-Lenkgestell gebaut.

## Betriebe mit Lenkdreiachsern

### Amsterdam

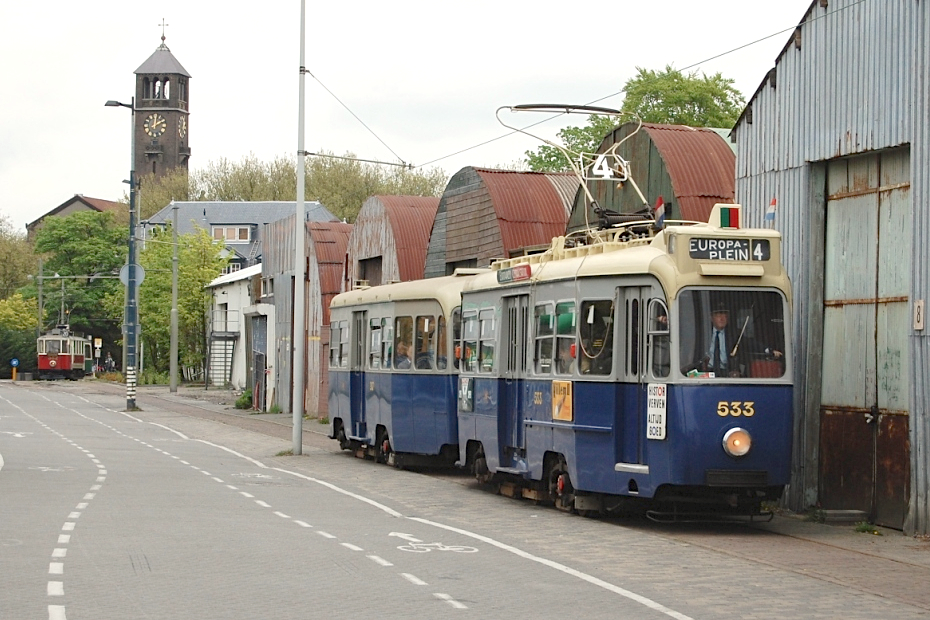
Amsterdamer Dreiachser

1949 beschaffte Amsterdam bei Werkspoor eine Lenkdreiachser-Serie von 60 Trieb- und 50 Beiwagen. Sie waren bis 1983 im Einsatz. Der Triebwagen 902 und der Beiwagen 968 sind seit 2011 im Bestand des Hannoverschen Straßenbahn-Museums.

### Augsburg

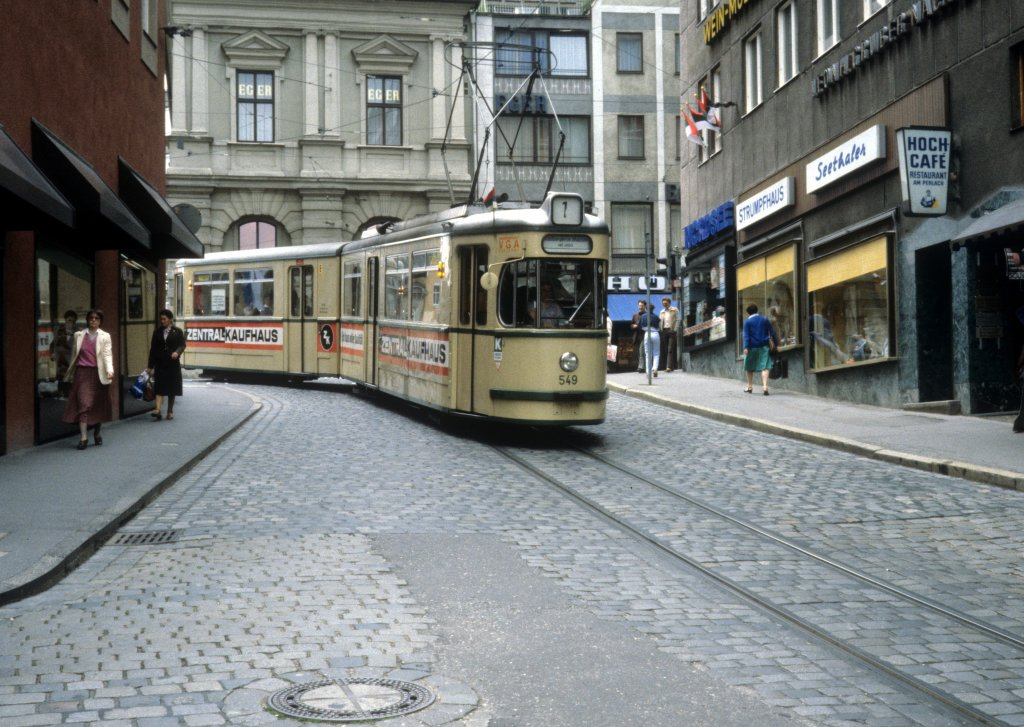
Augsburger Gelenk-Fünfachser GT5 mit Lenkdreiachs-Laufwerk

Typenskizze GT5

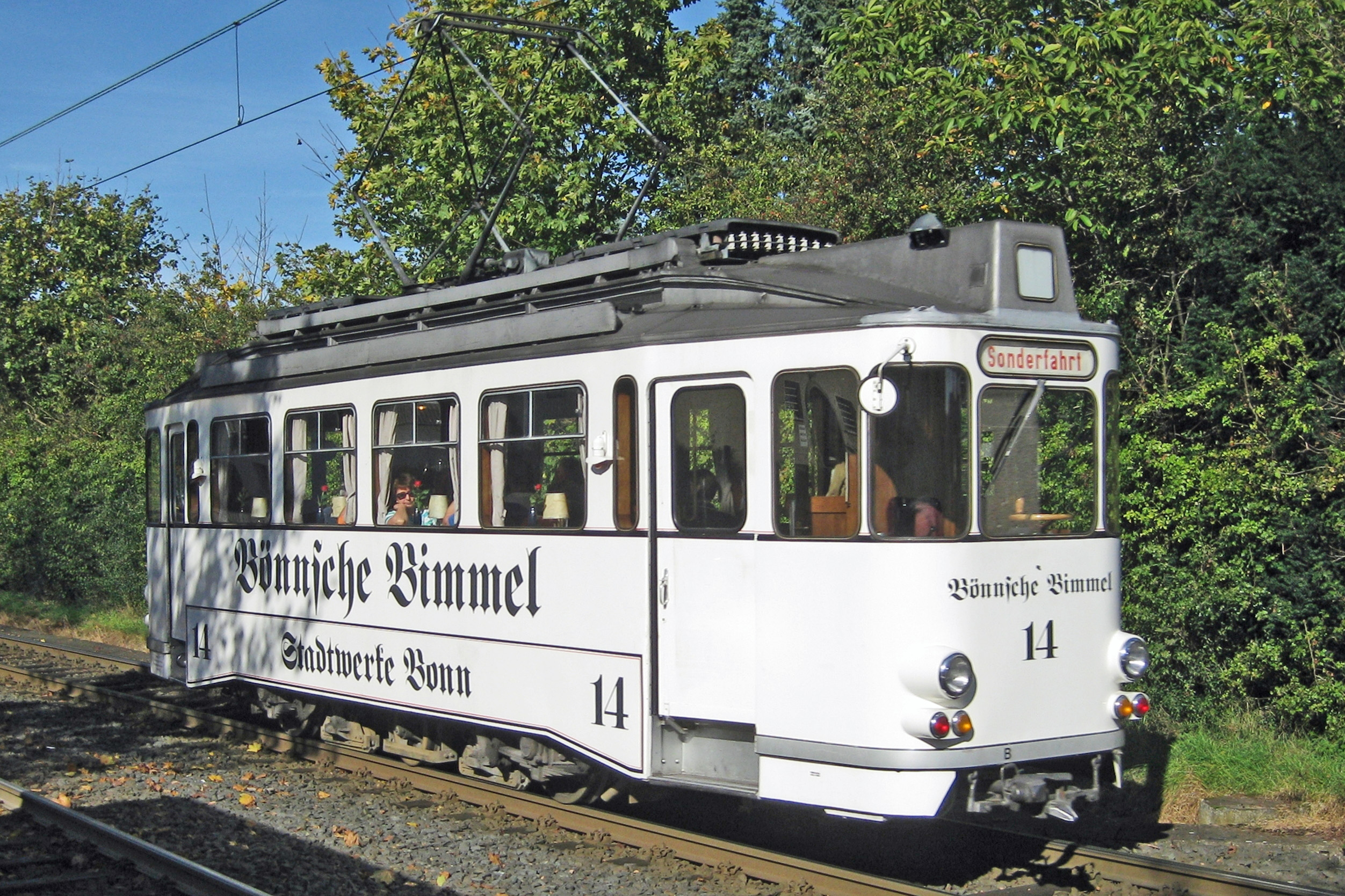
Einer der Bonner Lenkdreiachser blieb bis 2017 als Partywagen erhalten

Augsburg ließ für seinen Meterspur-Betrieb 1956 von MAN elf Triebwagen mit Beiwagen liefern, deren Wagenkästen weitgehend den Münchner M-Wagen entsprachen.
Die nächsten Serien wurden 1964 und 1968 als Fünfachs-Gelenktriebwagen GT5 geliefert, bei denen ein Lenkdreiachser das Vorderteil bildete, auf das ein Nachläufer mit einem zweiachsigen Drehgestell aufgesattelt war. Dies waren weltweit die letzten gebauten Lenkdreiachser. 1968/69 wurden auch die vorhandenen Dreiachser in gleicher Weise umgebaut, so dass schließlich 42 Fünfachser vorhanden waren. Die letzten Wagen wurden 2000 außer Dienst gestellt.

### Basel
Die Basler Verkehrs-Betriebe (BVB) erhielten in den Jahren 1933 (20 Wagen mit den Nummern 703–722) und 1943 (zehn Wagen mit den Nummern 723–732) zusammen 30 dreiachsige Beiwagen von den Herstellern SIG und SWS. Ausschlaggebend für die Bestellung waren die guten Erfahrungen mit dem 1931 abgelieferten Versuchswagen 702, der 1933 nachträglich ein Dreiachs-Untergestell erhielt. Weitere zwölf Dreiachsanhänger stellten die BVB zwischen 1956 und 1964 in ihrer eigenen Werkstatt her, das Untergestell lieferte SLM zu. Sie erhielten die Nummern 1333–1344 und laufen heute teilweise noch bei der Straßenbahn Belgrad in Serbien. Ferner bauten die BVB in den Jahren 1954/55 auch noch den 1930 beschafften Einzelgänger-Beiwagen 1301 in einen Dreiachser um, so dass bei der Strassenbahn Basel zusammen 43 Dreiachsanhänger existierten. Zudem waren bis 1972 zwei Motorwagen Be 2/3 301 und 303 mit dreiachsigem Lenkgestell im Bestand der BVB.

### Bonn
Bonn erhielt 1950 bis 1955 20 Trieb- und elf Beiwagen speziell für die Strecke nach Mehlem. Sie waren Zweirichter und mit fünf Fenstern je Wagenseite deutlich länger und breiter als andere deutsche Dreiachser. Sie erhielten ferner – damals sehr moderne – abgerundete Wagenfronten.

### Gent

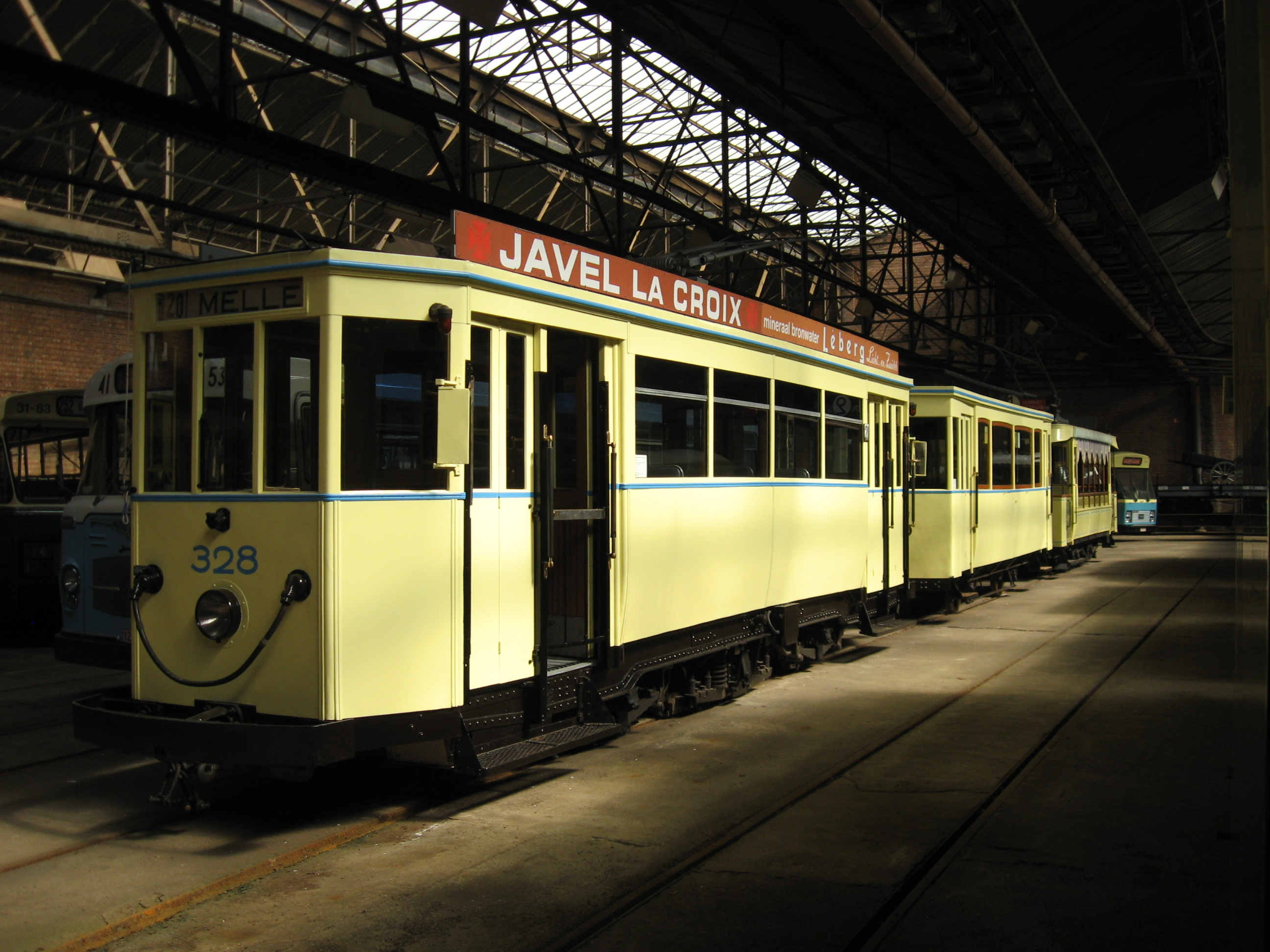
Museal erhaltener Dreiachser Nummer 328 aus Gent

Die Straßenbahn Gent besaß ebenfalls Lenkdreiachser.

### Leipzig

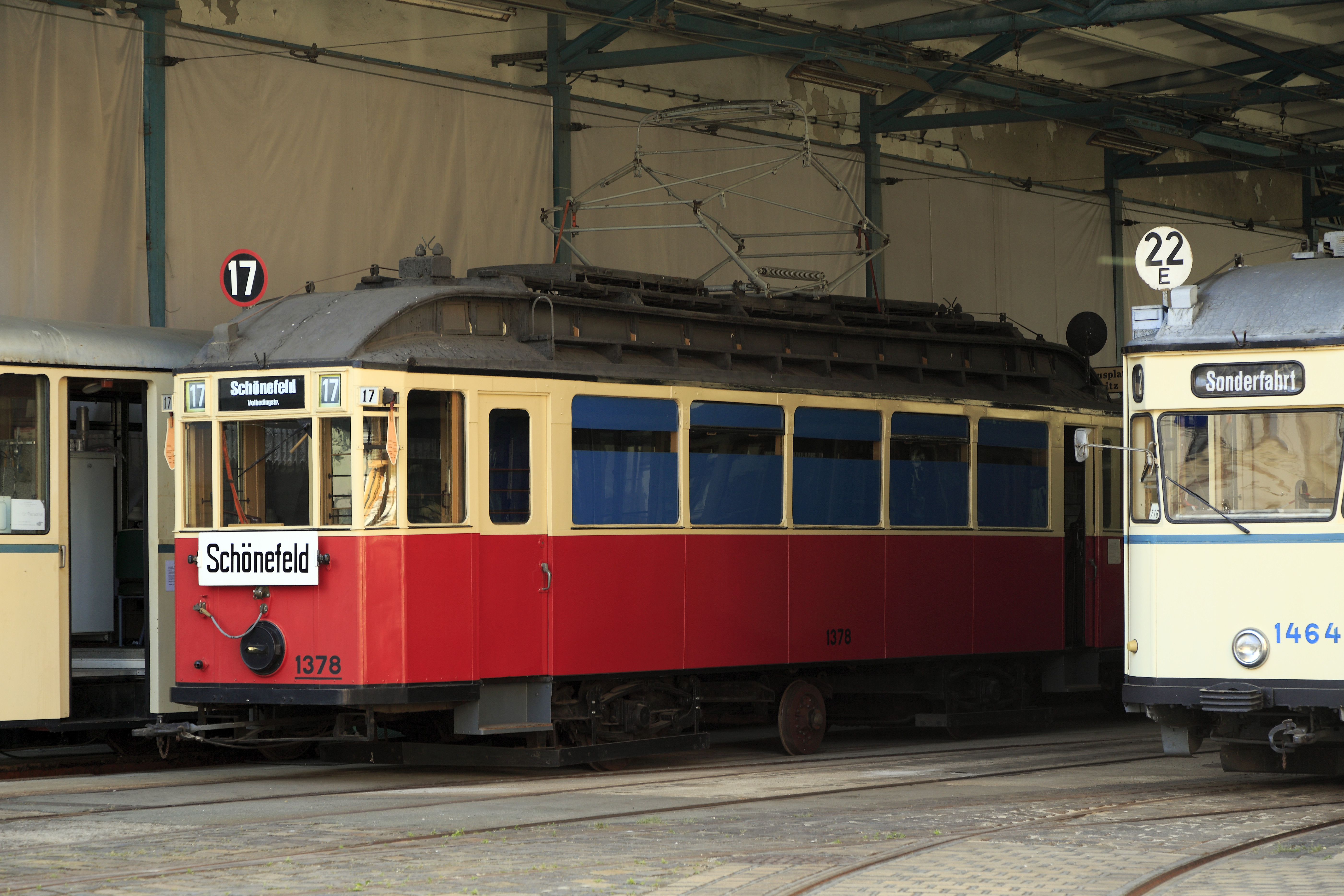
ET 1378, Typ 24a im Straßenbahnmuseum Leipzig

Die Leipziger Außenbahn AG hatte 1909 zwanzig Triebwagen mit Maximumdrehgestellen beschafft. Sie erhielten als einzige Bauart im Eigentum dieser Tochtergesellschaft der Großen Leipziger Straßenbahn die Nummern 1 bis 20 und die Typenbezeichnung 24. 1930 wurden sie mit den Nummern 1378 bis 1397 in das städtische Bezeichnungssystem einbezogen. Elf Wagen wurden zwischen 1941 und 1943 auf Lenkdreiachslaufwerke von Westwaggon Köln umgerüstet, der Prototyp 1387 entstand schon 1939. Die Typenbezeichnung änderte sich in 24a, die äußere Erscheinung entsprach nach dem Umbau etwa den Pullmanwagen des Typs 22 nach dem Umbau auf Zielfilmeinrichtungen, allerdings hatten sie als einzige in Leipzig fünf Abteile und keine Längssitze. Im Personenwagenbestand blieben die elf Lenkdreiachser bis Mitte der 1970er Jahre. In den letzten Betriebsjahren wurden sie als Personalwagen der Hauptwerkstatt und als Einsatzwagen eingesetzt. Der Wagen 1378, vorher LAAG 1, blieb erhalten, er wurde nach 2000 zum betriebsfähigen Museumswagen im Zustand nach dem Umbau 1943 aufgearbeitet.

### Luxemburg
1938 baute die Straßenbahn Luxemburg ihren aus den 1920er Jahren stammenden Triebwagen Nummer 26 als einzigen seiner Serie in einen Dreiachser um. Gleichzeitig beschaffte man die drei Beiwagen 120–122, die schon ab Werk drei Achsen hatten.

### München

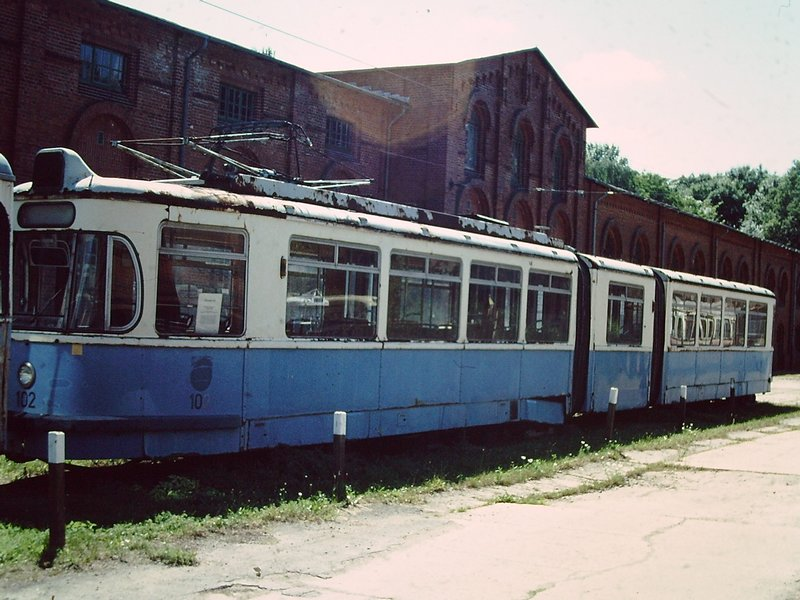
P 1-Triebwagen Nr. 102 im Hannoverschen Straßenbahn-Museum am 21. Juli 1996

Die Münchner Baureihe M ist mit insgesamt 286 Triebwagen und 246 Beiwagen der meistgebaute Straßenbahn-Dreiachser der Welt. Die Prototypen vom Typ M1 waren weitgehend von dem kriegsbedingt abgebrochenen Berliner Einheitswagen-Projekt abgeleitet. Die Fahrzeuge wurden zwischen 1950 und 1965 von der Firma Rathgeber geliefert und waren bis 1997 im Linieneinsatz. Mehrere Züge sind noch erhalten, davon einer betriebsfähig.
Eine Besonderheit stellten die beiden Gelenkzug-Prototypen der Baureihe P1.65 dar, bei denen zwei Dreiachser durch ein schwebendes Mittelteil verbunden waren.

### Oberhausen
Oberhausen stellte von 1949 bis 1957 insgesamt 23 Triebwagen mit den Nummern 301 bis 323 in Dienst. Die Wagenkästen entsprachen dem Aufbautyp. Die Wagen wurden in Oberhausen der Einheitstyp und waren nach Stilllegung der Oberhausener Straßenbahn noch bis 1978 in Mülheim an der Ruhr im Einsatz. Der Wagen 322 ist dort als Museumswagen erhalten.

### Zürich–Esslingen

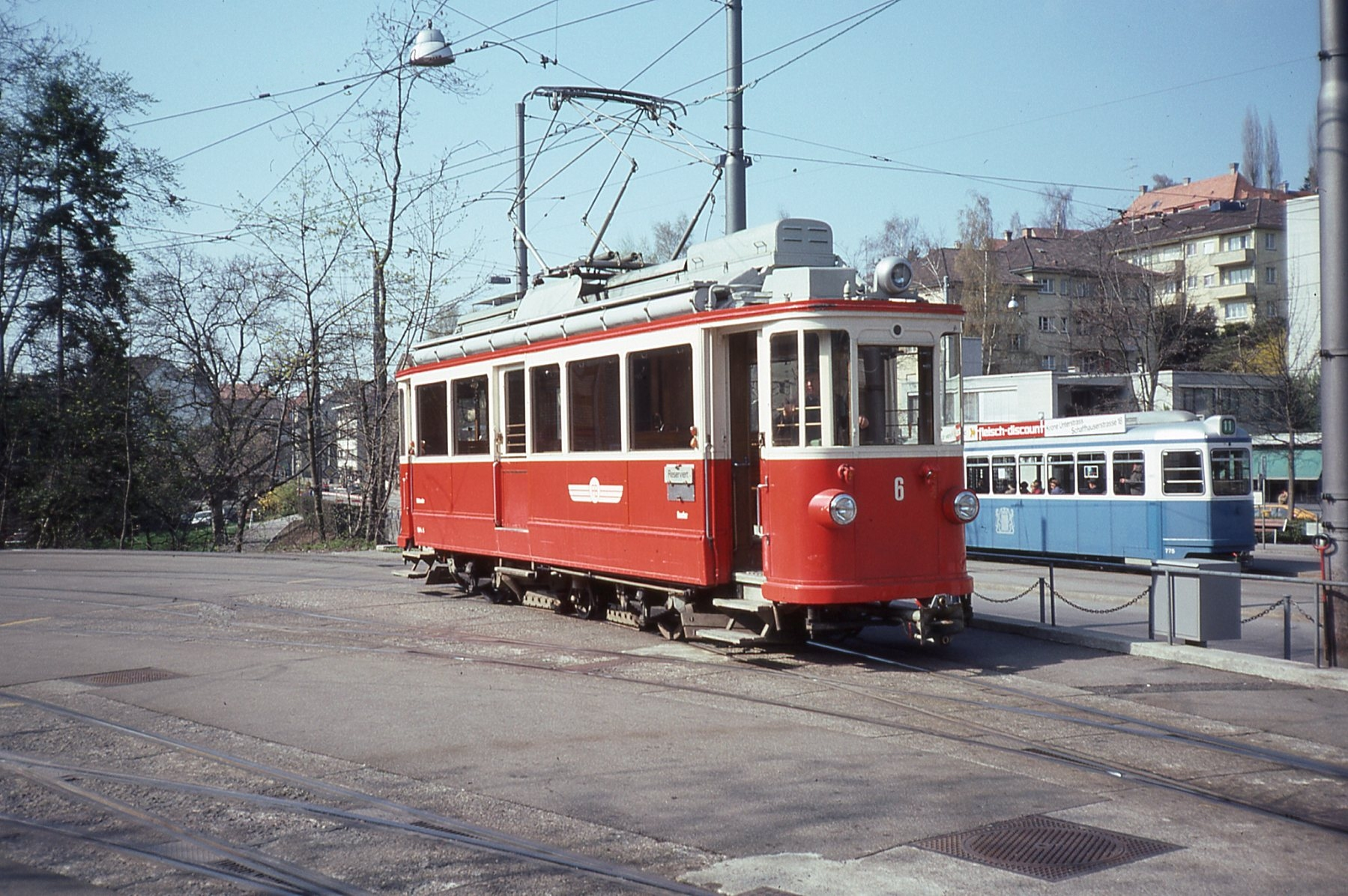
Lenkdreiachser Nummer 6 der Forchbahn

Abgesehen von der Zürcher Straßenbahn (Ce 2/3 31 und 32) besaß auch die von Zürich ausgehende Forchbahn mit dem BDe 2/3 Nummer 6 einen Lenkdreiachser. Er wurde 1915 als Zweiachser beschafft, 1935 zum Lenkdreiachser umgebaut und 1983 abgebrochen. Er blieb ein Einzelstück.